# ふじと台
ふじと台（ふじとだい）は、和歌山県和歌山市北部貴志地区のニュータウン。浅井建設グループの西日本ニュータウン開発株式会社が学園城郭都市として開発している。

## 概要

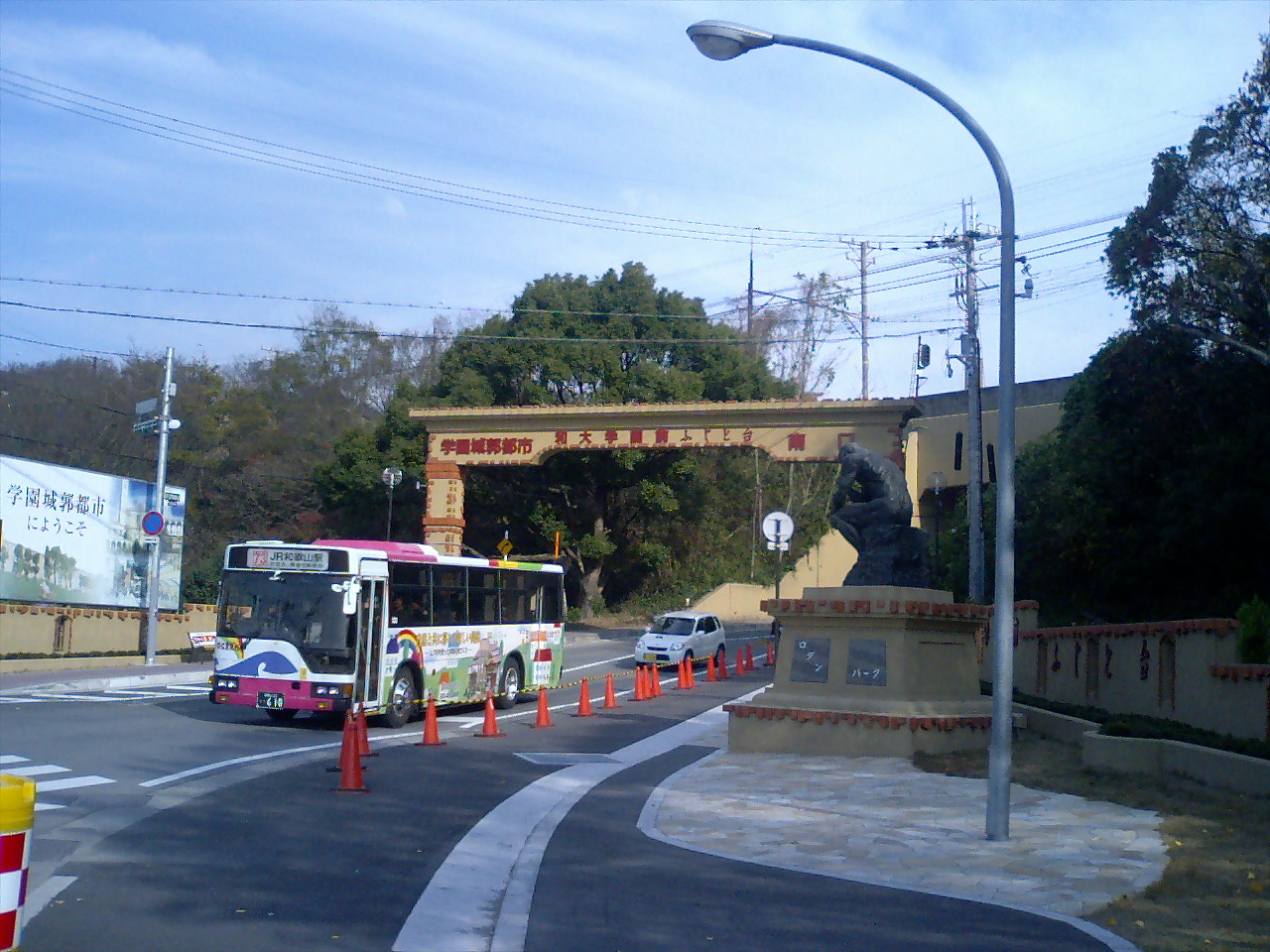
ふじと台南入口

計画人口は6,500世帯・3万人以上。総開発予定区域は240ヘクタール。現在は約2,000世帯（約7000人）が居住している（2022年（令和4年）2月現在）。
2003年に第一工区が完成。
ヨーロッパの中世につくられた森に囲まれた城郭都市をコンセプトとして設計されている。城郭としての機能として、入口を3カ所に制限した設計となっている。和歌山県道752号和歌山阪南線（旧国道26号）からの入口である南入口と市道中平井線からの入口である北入口、第二阪和国道（国道26号）平井ランプが供用されており、南入口には2006年5月に中世ヨーロッパの城門をイメージしたゲートが設けられ、ロダンの考える人をモチーフにした高さ4メートルのブロンズ像がモニュメントとして設置された。
また隣接して和歌山大学、*南海本線：和歌山大学前駅、イオンモール和歌山がある。

## 交通アクセス
- 南海本線：和歌山大学前駅（2012年4月1日開業、特急停車駅）
  - 「ふじと台」は和歌山大学前駅の副駅名となる。
- 和歌山バス：藤戸、大学門前、西二番丁、西三番丁、西四番丁、和歌山大学前駅東口、西五番丁、東一番丁、東二番丁北
  - JR和歌山駅方面行きが30分に1本程度の間隔で運行。朝の数便を除いた全便が和歌山大学を経由する。
- 市道中平井線
  - 和歌山県道752号和歌山阪南線（旧国道26号）と第二阪和国道（国道26号）を結ぶ新規都市計画道路。ふじと台への道路入口が従来の2か所から3か所に増えた。

## 校区
- 小学校：和歌山市立藤戸台小学校（2011年4月開校）
- 中学校：和歌山市立貴志中学校

## 今後の展望
大手ハウスメーカーと地元ハウスメーカーの合計35社が参画し、住宅開発を行っている。内訳は、和歌山住宅振興会に属する9社、ふじと台提携会社に属する23社、大阪ふじと会に属する3社に分類されている。これら35社以外の工務店や建設会社・住宅会社ではこの地に住宅を建設することができない（2012年（平成24年）9月末現在）。